# Blowing Rock (Caroline du Nord)
Pour les articles homonymes, voir Blowing Rock.
Blowing Rock est une ville américaine située dans les comtés de Caldwell et de Watauga dans l'État de Caroline du Nord. En 2010, sa population était de 1 241 habitants.

## Démographie
| 1900 | 1910 | 1920 | 1930 | 1940 | 1950 |
| ---- | ---- | ---- | ---- | ---- | ---- |
| 331  | 261  | 338  | 503  | 654  | 661  |

| 1960 | 1970 | 1980  | 1990  | 2000  | 2010  |
| ---- | ---- | ----- | ----- | ----- | ----- |
| 711  | 801  | 1 337 | 1 257 | 1 418 | 1 241 |

## Source de la traduction
- (en) Cet article est partiellement ou en totalité issu de l’article de Wikipédia en anglais intitulé « Blowing Rock, North Carolina » (voir la liste des auteurs).